# 김인호 (1967년)
김인호(1967년 5월 24일 ~ )은 대한민국의 서울특별시의회 의원이다.

## 학력
- 고려대학교 법무대학원 지방자치법학과 졸업 (법학 석사)

## 경력
- 2020년 7월 1일 ~ 2022년 6월 30일 : 제10대 서울특별시의회 의장
- 2018년 7월 1일 ~ 2022년 6월 30일 : 제10대 서울특별시의회 의원
  - 2020.02 ~ 2020.03 : 서울교통공사 사장 후보자 인사청문 특별위원회 위원
  - 2019.04 ~ 2020.09 : 체육단체 비위근절을 위한 행정사무조사 특별위원회 위원
  - 2018.08 ~ 2019.07 : 정책위원회 위원
  - 2018.08 ~ 2019.08 : 제10대 서울특별시의회 예산결산특별위원회 위원
  - 2018.07 ~ 2020.06 : 제10대 서울특별시의회 전반기 문화체육관광위원회 위원
- 2014년 7월 1일 ~ 2018년 6월 30일 : 제9대 서울특별시의회 의원
  - 2014.07 ~ 2016.06 : 제9대 서울특별시의회 전반기 부의장
- 2010년 7월 1일 ~ 2014년 6월 30일 : 제8대 서울특별시의회 의원
  - 2010.07 ~ 2012.06 : 제8대 서울특별시의회 전반기 재정경제위원회 부위원장
  - 2012.07 ~ 2014.06 : 제8대 서울특별시의회 후반기 재정경제위원회 위원장

## 역대 선거 결과
|  | 35.41% |

|  | 56.52% |

|  | 54.93% |

|  | 68.28% |